# Академічне веслування на літніх Олімпійських іграх 2008
Змагання з академічного веслування на ХХІХ Літніх Олімпійських іграх пройшли з 9 по 17 серпня 2008. Розігрувалось 14 комплектів нагород. В змаганнях взяли участь 548 учасників із 60-ти країн.

## Чемпіони та медалісти

### Чоловіки
| Дисципліна               | Золото | Золото  | Срібло | Срібло  | Бронза | Бронза  |
| ------------------------ | --- | ------- | --- | ------- | --- | ------- |
| Одиночки                 | Олаф Туфте Норвегія | 6:59.83 | Ондржей Синек Чехія | 7:00.63 | Мае Дрісдейл Нова Зеландія                                                                                              | 7:01.56 |
| Двійки                   | Австралія Девід Крошей Скотт Бреннан                                                                                          | 6:27.77 | Естонія Тону Ендрексон Юрі Янсон | 6:29.05 | Велика Британія Метт Веллс Стівен Роуботам                                                                              | 6:29.10 |
| Парні двійки, легка вага | Велика Британія Зек Перчес Марк Гантер                                                                                        | 6:10.99 | Греція Дімітріос Мугіос Василіс Полімерос                                                                                            | 6:11.72 | Данія Мадс Расмуссен Расмус Квіст Гансен                                                                                | 6:12.45 |
| Четвірки                 | Польща Конрад Васєлєвський Марек Колбович Міхал Єлінський Адам Король                                                         | 5:41.33 | Італія Лука Агаменноні Сімоне Веньєр Россано Гальтаросса Сімоне Райнері                                                              | 5:43.57 | Франція Жонатан Коеффік П'єр-Жан Пелтьє Жульєн Баен Седрік Беррест                                                      | 5:44.34 |
| Парні двійки             | Австралія Дрю Джінн Данкан Фрі                                                                                                | 6:37.44 | Канада Дейв Колдер Скотт Френдсен | 6:39.55 | Нова Зеландія Джордж Бріджвотер Натан Твейддл                                                                           | 6:44.19 |
| Парні четвірки           | Велика Британія Том Джеймс Стів Вільямс Піт Рід Ендрю Тріггс Годж                                                             | 6:06.57 | Австралія Метт Раян Джеймс Марберг Кемерон Маккензі-Макарг Френсіс Геґерті                                                           | 6:07.85 | Франція Жульєн Деспр Бенжамен Рондо Жермен Шарден Доріан Мортелетт                                                      | 6:09.31 |
| Четвірки, легка вага     | Данія Томас Еберт Мортен Єргенсен Мадс Андерсен Ескілд Еббесен                                                                | 5:47.76 | Польща Лукаш Павловський Бартломей Павелчак Мілош Бернатайтис Павел Раньда                                                           | 5:49.39 | Канада Аяїн Брамбелл Джон Бір Майк Люїс Лаєм Парсонс                                                                    | 5:50.09 |
| Вісімки                  | Канада Кевін Лайт Бен Рутледж Ендрю Бірнз Джейк Ветзел Малькольм Говард Домінік Сейтерль Адам Крік Кайл Гамільтон Браян Прайс | 5:23.89 | Велика Британія Алекс Партрідж Том Стеллард Том Люсі Рік Еджінгтон Джош Вест Алестер Гіткот Метт Ленгрідж Колін Сміт Ейсер Нетеркотт | 5:25.11 | США Бо Гупман Матт Шнобріч Міка Бойд Ваят Аллен Деніел Волш Стівен Коппола Джош Інман Браян Волпенгейн Маркус Макеленні | 5:25.34 |

### Жінки
| Дисципліна               | Золото | Золото  | Срібло | Срібло  | Бронза | Бронза  |
| ------------------------ | --- | ------- | --- | ------- | --- | ------- |
| Одиночки                 | Рум'яна Нейкова Болгарія | 7:22.34 | Мішель Геретт США | 7:22.78 | Катерина Карстен Білорусь | 7:23.98 |
| Двійки                   | Нова Зеландія Джорджіна Еверс-Свінделл Керолайн Еверс-Свінделл                                                                  | 7:07.32 | Німеччина Аннекатрін Тіле Крістіане Гут | 7:07.33 | Велика Британія Ілайз Леверік Анна Бебінгтон | 7:07.55 |
| Парні двійки, легка вага | Нідерланди Кірстен ван дер Колк Маріт ван Ейпен                                                                                 | 6:54.74 | Фінляндія Санна Стен Мінна Ніємінен | 6:56.03 | Канада Мелані Кок Трейсі Кемерон | 6:56.68 |
| Четвірки                 | КНР Тан Бінь Цзінь Цзивей Сі Айхуа Чжан Ян'ян                                                                                   | 6:16.06 | Велика Британія Енні Вернон Деббі Флад Френсіс Гаутон Кетрін Грейнджер                                                                                    | 6:17.37 | Німеччина Брітта Оппельт Мануела Лутце Катрін Борон Стефані Шиллер                                                                                    | 6:19.56 |
| Парні двійки             | Румунія Джорджета Дам'ян-Андрунаке Віоріка Сусану                                                                               | 7:20.60 | КНР Ву Ю Гао Юйлань | 7:22.28 | Білорусь Юлія Бічик Наталія Гелах | 7:22.91 |
| Вісімки                  | США Ерін Кафаро Ліндсей Скуп Анна Гудейл Елль Логан Анна Майкельсон-Каммінс Сюзан Франсія Керолайн Лінд Карін Дейвіс Мері Віппл | 6:05.34 | Нідерланди Фемке Деккер Марліс Смулдерс Нінке Кінгма Роліне Репелер ван Дріл Аннемаріке ван Румпт Гелен Тангер Сара Сіґелаар Аннемік де Гаан Естер Воркел | 6:07.22 | Румунія Констанца Бурчіке Віоріка Сусану Родіка Шербан Еніко Барабас Сімона Мушат Іоана Папук Джорджета Дам'ян-Андрунаке Дойна Іґнат Елена Джорджеску | 6:07.25 |

## Таблиця медалей
| Місце | Країна          | Золото | Срібло | Бронза | Загалом |
| ----- | --------------- | ------ | ------ | ------ | ------- |
| 1     | Велика Британія | 2      | 2      | 2      | 6       |
| 2     | Австралія       | 2      | 1      | 0      | 3       |
| 3     | Канада          | 1      | 1      | 2      | 4       |
| 4     | США             | 1      | 1      | 1      | 3       |
| 5     | КНР             | 1      | 1      | 0      | 2       |
| 5     | Нідерланди      | 1      | 1      | 0      | 2       |
| 5     | Польща          | 1      | 1      | 0      | 2       |
| 8     | Нова Зеландія   | 1      | 0      | 2      | 3       |
| 9     | Данія           | 1      | 0      | 1      | 2       |
| 9     | Румунія         | 1      | 0      | 1      | 2       |
| 11    | Болгарія        | 1      | 0      | 0      | 1       |
| 11    | Норвегія        | 1      | 0      | 0      | 1       |
| 13    | Німеччина       | 0      | 1      | 1      | 2       |
| 14    | Чехія           | 0      | 1      | 0      | 1       |
| 14    | Естонія         | 0      | 1      | 0      | 1       |
| 14    | Фінляндія       | 0      | 1      | 0      | 1       |
| 14    | Греція          | 0      | 1      | 0      | 1       |
| 14    | Італія          | 0      | 1      | 0      | 1       |
| 19    | Білорусь        | 0      | 0      | 2      | 2       |
| 19    | Франція         | 0      | 0      | 2      | 2       |